# Habenaria polyschista
Habenaria polyschista är en orkidéart som beskrevs av Rudolf Schlechter. Habenaria polyschista ingår i släktet Habenaria och familjen orkidéer. Inga underarter finns listade i Catalogue of Life.